# Amina Ellouh
Amina Ellouh (en árabe: آمنة اللوه) (Alhucemas, protectorado español de Marruecos 1926-Tetúan, 2015) fue una escritora y novelista marroquí. Su novela La reina Jenata Bint Bakkar esposa de Mulay Ismail es considerada por los historiadores y críticos literarios marroquíes como la primera novela marroquí, en árabe de la era moderna.
Amina vivió su infancia en la ciudad de Tetúan y después de acabar sus estudios secundarios, se trasladó a Madrid para estudiar literatura en la facultad de letras de la Universidad de Madrid. Fue la primera mujer marroquí en obtener una licencia universitaria de esta universidad en 1957. En 1978, se graduó como doctora de estado en literatura.